# Попытка переворота в Греции (1935)
Попытка переворота в Греции (греч. Κίνημα 1ης Μαρτίου 1935) — попытка свержения греческого правительства Панагиса Цалдариса, образованного промонархической Народной партией, предпринятая в 1935 году республикански настроенными военными с целью недопущения установления в государстве монархии.
В организации переворота принял активное участие Николаос Пластирас. Заговорщики намеревались захватить флот, который, по их планам, играл ключевую роль в успехе их движения. Их целью по-прежнему были вооружённые силы, базирующиеся в Салониках и Кавале и взятые под их контроль. Контролируя флот, гвардию в Салониках, Кавале, Крите и на островах Эгейского моря, путчисты сформировали бы временное правительство в Салониках, если бы правительство в Афинах не подало в отставку, где посвященные в путч офицеры попытались бы поставить под свой контроль столичную гвардию, чтобы отвлечь внимание.
1 марта 1935 года начались антиправительственные выступления. Переворот провалился на своей первой и решающей фазе, когда флот вместо Салоников направился на Крит, где Венизелос взял на себя руководство движением, но не без колебаний. Гвардейцы на севере Греции взбунтовались слишком поздно, а столичная гвардия оказались под контролем правительства сразу после возникновения путча. Тем временем правительство Панагиса Цалдариса отреагировало динамично, поручив подавление министру военных дел Георгиосу Кондилису и назначив Иоанниса Метаксаса в качестве государственного министра.
Кондилис со штабом в Салониках быстро подавил путч в Македонии после ряда стычек. Лидер путчистов в этом районе генерал-майор Камменос, командующий 4-м армейским корпусом в Кавале, вынужден был 11 марта укрыться в Болгарии. В конце концов флот сдался, а Венизелос бежал на Додеканес (который находился под итальянской властью) и попросил политического убежища. По сути, путч провалился, что было связано с отсутствием общепринятого военного лидера, ошибочным замыслом и неправильным выполнением проектов, соперничеством различных группировок и отсутствием координации. Наконец, путч оказал лишь минимальное влияние на народ, испытывавший дискомфорт и усталость от произвольного вмешательства военных в политику.
После ликвидации попытки переворота был организован военный трибунал, в ходе которого 24 апреля расстреляли ряд провенизелистски и республикански настроенных военнослужащих, повесили двух генералов, Анастасиоса Папуласа и Милтиадиса Кимисиса, а также майора Стаматиса Воланиса. Венизелос и Пластирас заочно приговаривались к смерти.
В политическом плане в результате подавления попытки переворота усилились позиции монархистов, что в последующем привело к падению республики. В октябре 1935 года под давлением греческих войск правительство было вынуждено сложить свои полномочия. Кондилис провозгласил себя регентом вновь восстановленного Королевства Греция.